# Persomajärvi
Persomajärvi is een gehucht binnen de Zweedse gemeente Övertorneå. In 1997 had het 20 inwoners. Het dorp ligt aan het gelijknamige meer en daarmee indirect ook aan de Persomarivier die door het meer stroomt.